# 沙克提派

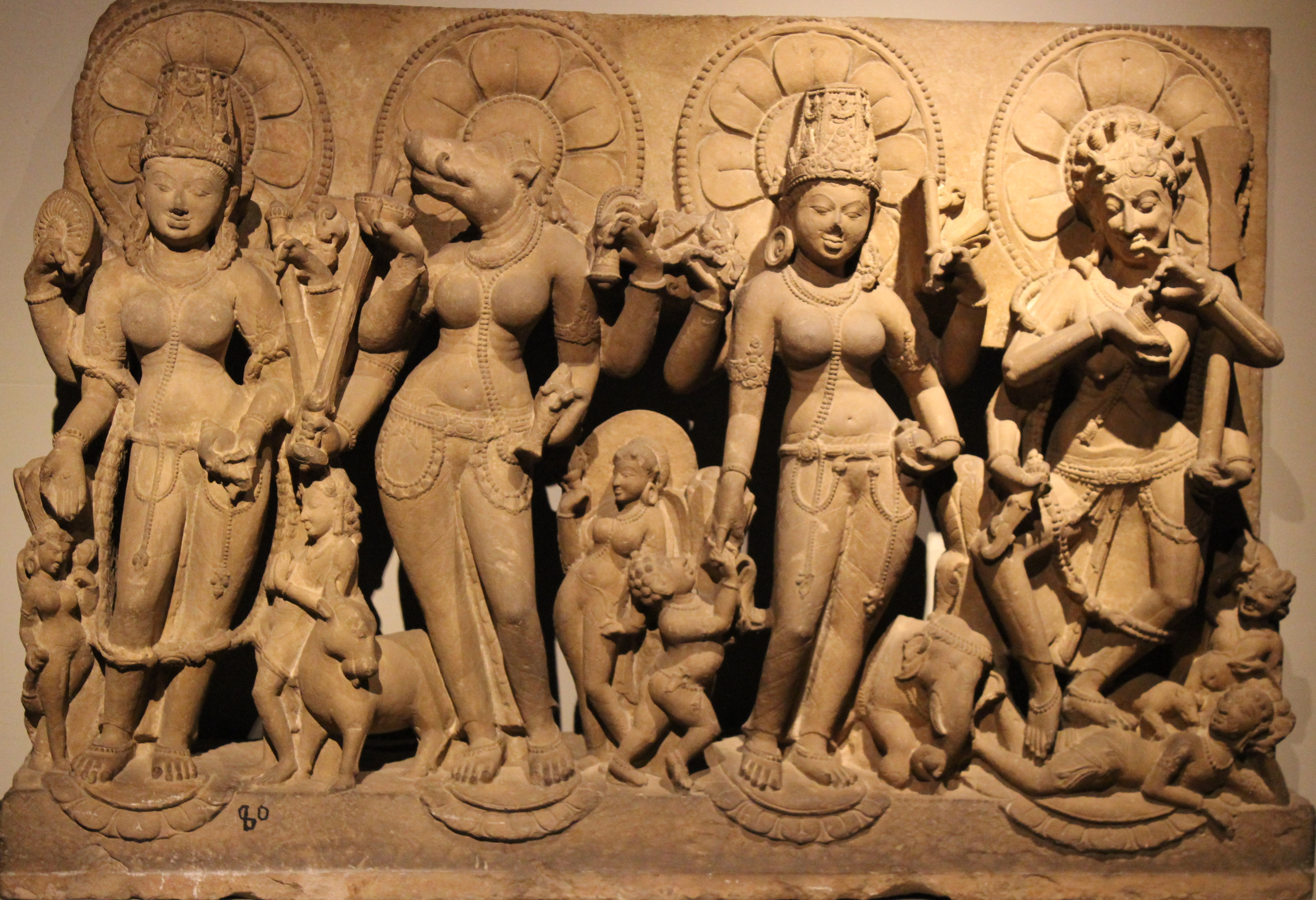
沙克提主義是印度教以女神為中心的傳統。 Matrikas浮雕：由左至右為 Vaishnavi、Varahi、舍脂和 Chamunda。

沙克提主義（羅馬化：Śāktasampradāyaḥa；英語：Shaktism，/sˈæktɪzəm/），或稱性力主義、颯刻曇派、沙克提派、沙克達教、提毗派等，是指對於印度教女神沙克提（Shakti，梵語字面意思為「力量」或「能量」等）的崇奉。沙克提主義、毘濕奴主義和濕婆主義是現代印度教的主要形式。沙克提主義在孟加拉和阿薩姆邦尤其流行。沙克提被認為是至高無上的女神，或男性神靈（通常是濕婆）的配偶。
許多印度教徒崇拜沙克蒂，將其視為要求絕對臣服的神聖母親。瑜伽士將沙克蒂視為力量，像一條盤繞的蛇（昆達里尼）一樣潛伏在體內，必須被喚醒並被清楚體認，才能獲得靈性解放。沙克提主義是印度教怛特羅的重要組成部分，這是一種涉及女神崇拜的實踐體系，旨在賦予心智和身體能力並使其自由。

## 起源與歷史
印度的达罗毗荼时代生殖崇拜是性力派前身。

## 概述
性力派崇拜女神，认为性交是宇宙间的根本动力，是智慧和力量的集中表现。

### 夏克提和湿婆
性力派信徒视女神为至高、终极的神格。她被认为是万物的起源，同时也是起源的化身和支配控制它的能量。有观察认为，「全世界信仰的历史上，没有其他任何地方经历过如我们一般，如此完整針對女性的系统」。
性力派对女神的专注并不意味着其对男性或中性神明的拒绝。然而在夏克提存在中，两者被认为是不活跃的。如商羯羅的第一行的著名的性力派赞美诗美之波流（Saundaryalahari）所述：「若湿婆与夏克提结合，他可以创造（生命）。若他不与夏克提结合，他连搅动一下都不可能。此为性力派之基本教义」。正如广为人知的女神时母践踏于看似无生命的湿婆身躯之上的图画所强调的那样。性力派供奉的主神为女神夏克提（明妃），她是「宇宙大能」的来源，她的配偶是男性湿婆，夏克提和湿婆的「永恒拥抱」（性交）构成宇宙，但其中作为动力来源的是夏克提，她的子宫是「喷出诸种能源与生命之口」，湿婆若失去她的拥抱，将只是一具「尸体」。怛特罗认为，男女交合会产生新的生命，是人世间最大的创造性能源，这一能源需与「宇宙大能」汇成一体，其仪式称为“轮宝供养”。
廣泛而言，认为夏克提是宇宙本身——她是能量和动力的具体化身，物质宇宙中所有行为和存在的背后推力。湿婆是她卓越的男性一面，为神圣的土地提供一切存在。「无夏克提即无湿婆，无湿婆即无夏克提。两者[……]本身就是一体」。

### 与怛特罗的联系

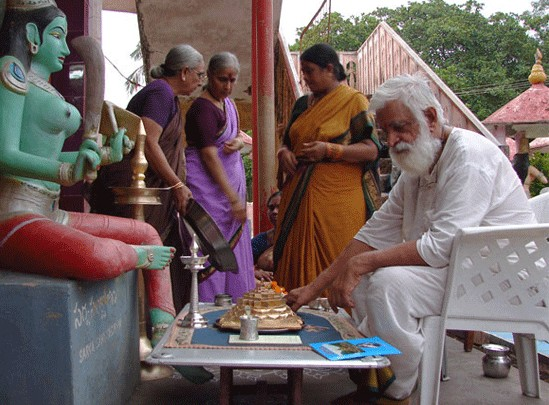
Sri Amritananda Natha Saraswathi, a Shakta adept and guru, performing the Navavarana, a central ritual in 法會 (印度教) 怛特羅密教 Shaktism, at the Sahasrakshi Meru Temple at Devipuram，安德拉邦，印度，2005.

性力派广泛流传的一个误解是其与怛特羅密教（怛特罗）的紧密联系。怛特罗是一个模棱两可的令人误解的概念，指称一切从南印度正统婆羅門寺庙崇拜到北印度黑魔法和隐修，以及藏密與真言宗，到西方的仪式化的性行为（「輪寶供養」，有时被称为新怛特羅）。连锡克教，耆那教与苯教也与怛特罗有关。事实上，并非所有形式的性力派本质上是怛特罗，正如并非所有怛特罗本质上是性力派一样。
术语「怛特罗」与正宗印度性力派相关时，它通常主要指一类宗教仪式用书，而更广泛的，是指一种秘传的专于女神的灵修方法，涉及mantra，yantra，nyasa，mudra和传统的昆达利尼瑜伽的特定元素，所有修行都在合格的导师的指导下通过适当的启发（diksha）和口头指导以补充各种书面来源。
在社会影响方面，怛特罗「独立于各种种性与具体的偏见。女人或『首陀罗』被授予上师的角色。所有的女性被视为夏克提显圣，因此她们是被尊敬和效忠的对象。侵犯她们的人招致伟大女神愤怒。每个男性备修生必须了解自身之中潜在的『女性法则』，且仅以此『成为女性』才能使他被授予膜拜至高存在的资格（因此獻祭時只會用雄性牲畜）」。

## 主要神明
性力派信徒可以接触以多种形态中的任意一种出现的提毗；但是，他们通常被认为不过是一个至高女神的不同層面。
被性力派信徒膜拜的主要的提毗形态是男性的「ishta-deva」或女性的「ishta-devi」。神祀的选择取决于许多因素，包括家族传统，信仰实践，上师沿袭，个人共鸣等等。字面上，有数千种女神形态，许多与个别寺庙、地理特征或者甚至是与某个村庄有关。

### 坦陀罗神明

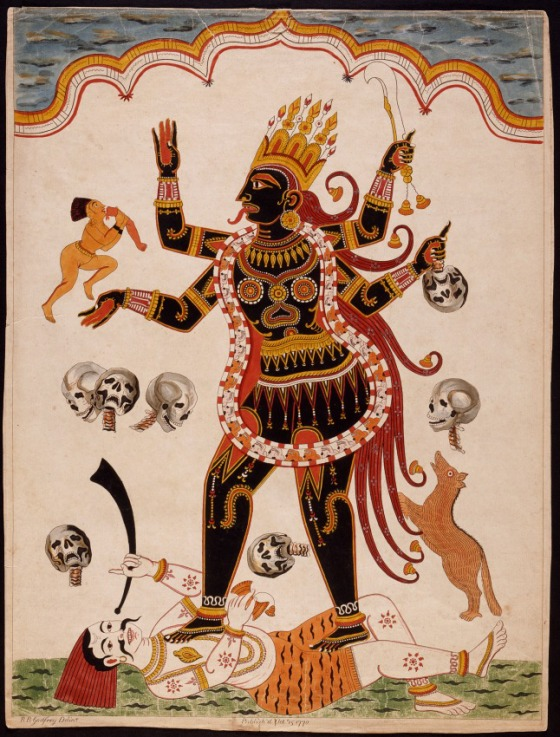
女神时母，立于湿婆的胸口。（1770）Richard B. Godfrey (1728 - N/A)。身为迦梨的提毗，性力派的神学中，此造型标志了夏克提作为至高神的活动的一方面而湿婆则为其静止的一方面。两者如缺乏任一方，则都不完整。

遊樂母、难近母，时母，吉祥天女，辩才天女。其实不过是大女神摩诃提毗不同形态与化身。

## 崇拜
南亚次大陆有51處性力派重要庙宇徊聖地，多数在东方与南方。斯里兰卡、孟加拉、尼泊尔、西藏、巴基斯坦也有(這些地方是供奉性力女神屍體某一部分)。

### 节日
性力派信徒庆祝大多数印度教节日，以及庞杂的本地的、特点寺庙或特定神祀的仪式。以下为一些较重要的事件：

#### 难近母节
最重要的性力派节日是难近母节（Navaratri，字面意义为「九夜之节」），因其处在印度历Sharad月份（10/11月），亦作“Sharad Navaratri”。此节日经常与其后第10天——「Dusshera」或「Vijayadashami」一起，庆祝《女神颂》（Devi Mahatmya）中女神难近母对抗一系列强大罗刹的胜利。

#### 排灯节及其他
是每年十月祭祀吉祥天女的节日。

### 寺庙
阿薩姆邦古瓦哈提的卡摩加耶廟是其中一间重要的性力派寺院。

## 批评与滥用

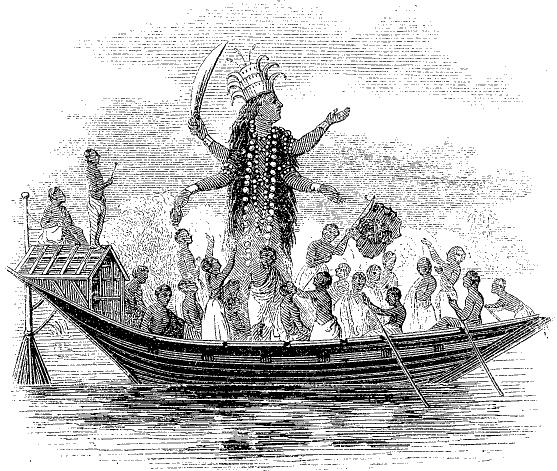
"The Hindoo Goddess Karle", an illustration from Dr. Scudder's Tales for Little Readers About the Heathen, by Dr. John Scudder (London, 1849)。

性力派曾被当作迷信、受黑魔法侵蚀的很难称得上真正信仰的行为，被数度解散。印度学者在1920年代曾经广泛发出过类似批评：

「《密續》是性力派（Shaktism）的經典，[…] 它將所有的力量與自然中的女性原則相聯繫，並教導過度崇拜濕婆（Shiva）和毗濕奴（Vishnu）的妻子，而忽略了他們的男性伴侶。[…] 可以確定的是，印度的許多居民在日常生活中受到坦陀羅教義的指引，並被這些著作中灌輸的粗俗迷信所束縛。事實上，幾乎無需懷疑，性力派是印度教發展到最糟糕和最腐化階段的表現。」.

类似言论被认为是基于外接观察者的无知、误解和偏见，以及参与者的一些不审慎的行为。「只是在这种语境下，印度的许多印度教徒今天否认怛特罗和他们的信仰曾经与现存的联系，认定他们所称的『tantra-mantra』只是如是胡謅」。

### 引用
1. 1 2  . www.britannica.com. 2024-06-13  [2024-08-05]. （原始内容存档于2024-02-23） （英语）.
2. ↑  Bhattacharyya(a), p.1.
3. ↑  Subramanian, p.1.
4. ↑  Dikshitar, p.85.
5. ↑  "Bengali Shakta."
6. ↑  Subramanian, p.ix.
7. ↑  Mohan's World.
8. ↑  Brooks(a), p.48.
9. ↑  Brooks(a), pp.47-72.
10. ↑  Bhattacharyya(a), p.131.
11. ↑  See Kinsley(a).
12. ↑  见Kinsley(a).
13. ↑  Pattanaik, pp.103-109.
14. ↑  "5 Things You Need to Know About Navratri: The 9 Divine Nights,"最后一天要杀一头水牛，山羊，绵羊，鸡，鸭。About Hinduism （页面存档备份，存于）.
15. ↑  Kapoor, p.157.